# Vila Nova dos Martírios
Vila Nova dos Martírios este un oraș și o municipalitate din statul Maranhão (MA), Brazilia.